# Nellys Pimentel
Nellys Pimentel (sinh ngày 27 tháng 4 năm 1997) là một người mẫu, nữ hoàng sắc đẹp đến từ Puerto Rico. Cô được trao vương miện Hoa hậu Trái Đất Puerto Rico 2019 vào ngày 5 tháng 5 năm 2019. Cô đại diện cho Puerto Rico tại đấu trường Hoa hậu Trái Đất 2019 và xuất sắc đoạt ngôi vị cao nhất của cuộc thi. Nhờ chiến thắng này mà cô đã giúp Puerto Rico là nước đầu tiên có chiến thắng tại cả bảy cuộc thi sắc đẹp lớn nhất thế giới gồm Hoa hậu Thế giới, Hoa hậu Hoàn vũ, Hoa hậu Quốc tế, Hoa hậu Trái Đất, Hoa hậu Hòa bình Quốc tế, Hoa hậu Siêu quốc gia và Hoa hậu Liên lục địa.

## Cuộc sống cá nhân
Pimentel sinh ra và lớn lên ở San Juan, Puerto Rico. Cô là sinh viên ngành tâm lý học và tiếp thị.

## Các đấu trường sắc đẹp

### Hoa hậu Trái Đất Puerto Rico 2019
Cô đoạt vương miện vào ngày 5 tháng 5 năm 2019 tại Nhà hát Ambassador. Đồng thời, cô chiến thắng thêm giải thưởng Hoa hậu Ảnh (Miss Photogenic).

### Hoa hậu Trái Đất 2019
Ngày 26/10/2019, cô đăng quang Hoa hậu Trái Đất 2019. Cô là Hoa hậu Puerto Rico đầu tiên đăng quang tại đấu trường sắc đẹp lớn thứ 4 này. Chiến thắng của cô đã giúp Puerto Rico trở thành quốc gia tiếp theo chiến thắng Tứ đại Hoa hậu.